# Chatroom/チャットルーム
『チャットルーム』（原題: Chatroom）は、2010年のイギリス映画。

## ストーリー
家族との仲が悪い青年ウィリアムはインターネットに熱中し、特に自殺する瞬間が記録された映像を気に入っていた。ある日彼は、ジム、エヴァ、エミリーやモーと知り合い、チャットルームで交流を深めた。
ある日、ジムから自分がうつ病だと告白されたウィリアムは、ジムを自殺に追い込み、その瞬間を見ようと考えた。
それに気づいたエヴァ達3人はウィリアムの計画を阻止しようと行動を起こした。

## キャスト
※括弧内は日本語吹替
- ウィリアム - アーロン・ジョンソン（佐藤芳洋）
- エヴァ - イモージェン・プーツ（志摩淳）
- ジム - マシュー・ビアード（英語版）（西田雅一）
- エミリー - ハンナ・マリー（田村知佳）
- モー - ダニエル・カルーヤ（橋本祐樹）
- グレース・コリンズ - ミーガン・ドッズ（英語版）
- ロージー - ミシェル・フェアリー
- ポール・コリンズ - ニコラス・グリーヴス（英語版）
- Si - ジェイコブ・アンダーソン（英語版）
- キャンディー - タペンス・ミドルトン
- シャーロット - オフィリア・ラヴィボンド
- リプリー・コリンズ - リチャード・マッデン